# Hungaroring
O Hungaroring é um circuito localizado na cidade de Mogyorod, a 19km da capital da Hungria, em Budapeste. Recebe anualmente o Grande Prêmio da Hungria de Fórmula 1 desde 1986.

## Pista

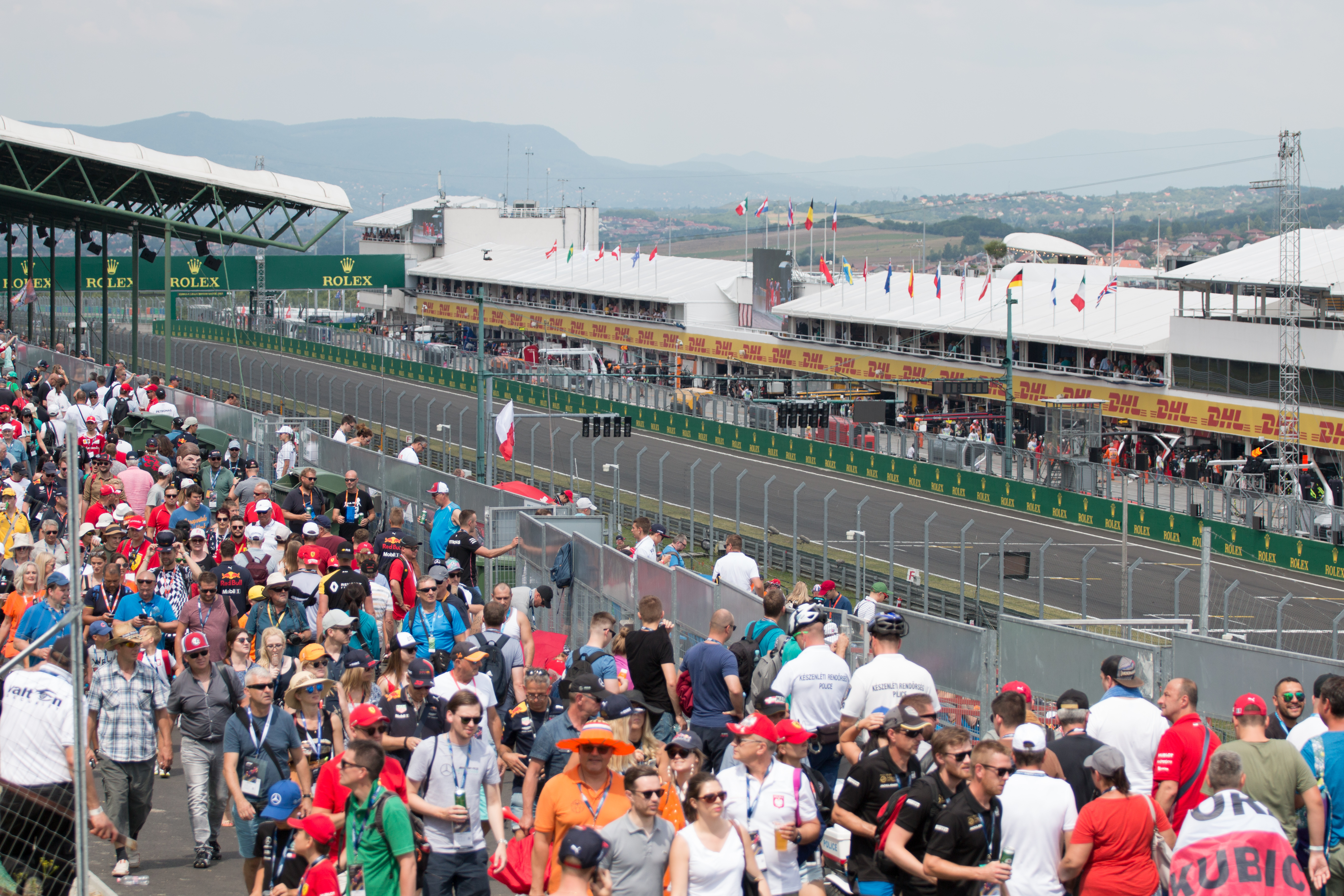
Reta principal do circuito.

Circuito da primeira corrida de Fórmula 1 num país do então bloco comunista, Hungaroring foi construído em oito meses, a partir de outubro de 1985.
Caracteriza-se por ser um circuito lento, com poucas possibilidade de ultrapassagens devido a ser estreito (em média tem 10 metros de largura) e, como é disputada sempre durante o verão europeu, apresenta elevadas temperaturas.
A pista, de média para baixa velocidade, tem características odiadas pelos pilotos, especialmente a quase impossibilidade de ultrapassagens. O único ponto favorável é a curva que fica no fim da reta dos boxes. No resto do circuito, não há nenhum trecho em que seja fácil passar. Por isso são muito comuns as filas indianas, o famoso “trenzinho”, com um piloto segurando os carros que vêm atrás, mesmo que estes sejam bem mais velozes.
O asfalto é bem ondulado e abrasivo e a pista está, geralmente, muito suja. Como é mais usada pelo motociclismo, vive recebendo adaptações para a Fórmula 1.
Devido às dificuldades de ultrapassagem e a um estilo um pouco antiquado, o Hungaroring corre, atualmente, o risco de abandonar o calendário da Formula 1, pois existem muitos países com circuitos modernizados a quererem acolher um Grande Prémio e com um calendário com 20 provas previstas, algum circuito tem de sair para dar lugar aos novos.

## Evolução do Circuito
No primeiro GP, em 1986, a distância total da pista era de 4.014 km e com pequena alteração feita em 1989, com a supressão de uma combinação de curvas, a pista foi reduzida para 3.975 km, tornando-se mais rápida e abrindo uma oportunidade extra para ultrapassagem.
Com novas modificações feitas em 2003, a reta de largada/chegada passou de 788,9 metros para 986,29 metros e o comprimento total do circuito passou para 4.381 km. A diferença entre o ponto mais alto e o mais baixo da pista é de 36 metros. A maior inclinação é de 6.2%. No seu ponto mais largo a pista tem 15 metros e nos outros varia entre 10 e 11 metros.

(1986–1988) 4.014 km
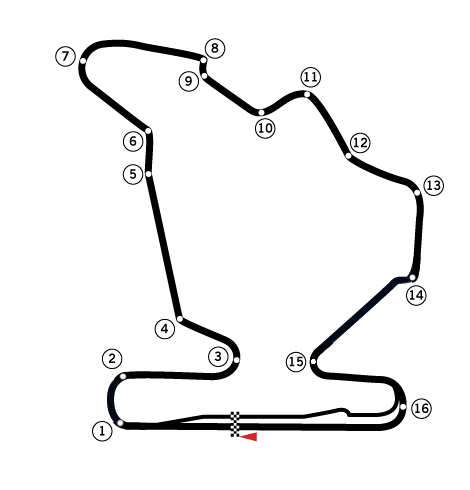
(1989–2002) 3.975 km
(2003–presente) 4.381 km

## Vencedores
| Ano  | Vencedor           | Construtor          | Resumo   |
| ---- | ------------------ | ------------------- | -------- |
| 2025 | Lando Norris       | McLaren-Mercedes    | Detalhes |
| 2024 | Oscar Piastri      | McLaren-Mercedes    | Detalhes |
| 2023 | Max Verstappen     | Red Bull-Honda RBPT | Detalhes |
| 2022 | Max Verstappen     | Red Bull-RBPT       | Detalhes |
| 2021 | Esteban Ocon       | Alpine-Renault      | Detalhes |
| 2020 | Lewis Hamilton     | Mercedes            | Detalhes |
| 2019 | Lewis Hamilton     | Mercedes            | Detalhes |
| 2018 | Lewis Hamilton     | Mercedes            | Detalhes |
| 2017 | Sebastian Vettel   | Ferrari             | Detalhes |
| 2016 | Lewis Hamilton     | Mercedes            | Detalhes |
| 2015 | Sebastian Vettel   | Ferrari             | Detalhes |
| 2014 | Daniel Ricciardo   | Red Bull-Renault    | Detalhes |
| 2013 | Lewis Hamilton     | Mercedes            | Detalhes |
| 2012 | Lewis Hamilton     | McLaren-Mercedes    | Detalhes |
| 2011 | Jenson Button      | McLaren-Mercedes    | Detalhes |
| 2010 | Mark Webber        | Red Bull-Renault    | Detalhes |
| 2009 | Lewis Hamilton     | McLaren-Mercedes    | Detalhes |
| 2008 | Heikki Kovalainen  | McLaren-Mercedes    | Detalhes |
| 2007 | Lewis Hamilton     | McLaren-Mercedes    | Detalhes |
| 2006 | Jenson Button      | Honda               | Detalhes |
| 2005 | Kimi Räikkönen     | McLaren-Mercedes    | Detalhes |
| 2004 | Michael Schumacher | Ferrari             | Detalhes |
| 2003 | Fernando Alonso    | Renault             | Detalhes |
| 2002 | Rubens Barrichello | Ferrari             | Detalhes |
| 2001 | Michael Schumacher | Ferrari             | Detalhes |
| 2000 | Mika Häkkinen      | McLaren-Mercedes    | Detalhes |
| 1999 | Mika Häkkinen      | McLaren-Mercedes    | Detalhes |
| 1998 | Michael Schumacher | Ferrari             | Detalhes |
| 1997 | Jacques Villeneuve | Williams-Renault    | Detalhes |
| 1996 | Jacques Villeneuve | Williams-Renault    | Detalhes |
| 1995 | Damon Hill         | Williams-Renault    | Detalhes |
| 1994 | Michael Schumacher | Benetton-Ford       | Detalhes |
| 1993 | Damon Hill         | Williams-Renault    | Detalhes |
| 1992 | Ayrton Senna       | McLaren-Honda       | Detalhes |
| 1991 | Ayrton Senna       | McLaren-Honda       | Detalhes |
| 1990 | Thierry Boutsen    | Williams-Renault    | Detalhes |
| 1989 | Nigel Mansell      | Ferrari             | Detalhes |
| 1988 | Ayrton Senna       | McLaren-Honda       | Detalhes |
| 1987 | Nelson Piquet      | Williams-Honda      | Detalhes |
| 1986 | Nelson Piquet      | Williams-Honda      | Detalhes |

### Por pilotos, equipes e países que mais venceram1
|          |                    |                                                |
| Vitórias | Pilotos            | Edições                                        |
| 8        | Lewis Hamilton     | 2007, 2009, 2012, 2013, 2016, 2018, 2019, 2020 |
| 4        | Michael Schumacher | 1994, 1998, 2001, 2004                         |
| 3        | Ayrton Senna       | 1988, 1991, 1992                               |
| 2        | Nelson Piquet      | 1986, 1987                                     |
| 2        | Damon Hill         | 1993, 1995                                     |
| 2        | Jacques Villeneuve | 1996, 1997                                     |
| 2        | Mika Häkkinen      | 1999, 2000                                     |
| 2        | Jenson Button      | 2006, 2011                                     |
| 2        | Sebastian Vettel   | 2015, 2017                                     |
| 2        | Max Verstappen     | 2022, 2023                                     |
| 1        | Nigel Mansell      | 1989                                           |
| 1        | Thierry Boutsen    | 1990                                           |
| 1        | Rubens Barrichello | 2002                                           |
| 1        | Fernando Alonso    | 2003                                           |
| 1        | Kimi Räikkönen     | 2005                                           |
| 1        | Heikki Kovalainen  | 2008                                           |
| 1        | Mark Webber        | 2010                                           |
| 1        | Daniel Ricciardo   | 2014                                           |
| 1        | Esteban Ocon       | 2021                                           |
| 1        | Oscar Piastri      | 2024                                           |
| 1        | Lando Norris       | 2025                                           |

|          |            |                                                                             |
| Vitórias | Construtor | Edições                                                                     |
| 13       | McLaren    | 1988, 1991, 1992 1999, 2000, 2005, 2007, 2008, 2009, 2011, 2012, 2024, 2025 |
| 7        | Williams   | 1986, 1987, 1990, 1993, 1995, 1996, 1997                                    |
| 7        | Ferrari    | 1989, 1998, 2001, 2002, 2004, 2015, 2017                                    |
| 5        | Mercedes   | 2013, 2016, 2018, 2019, 2020                                                |
| 4        | Red Bull   | 2010, 2014, 2022, 2023                                                      |
| 1        | Benetton   | 1994                                                                        |
| 1        | Renault    | 2003                                                                        |
| 1        | Honda      | 2006                                                                        |
| 1        | Alpine     | 2021                                                                        |

|          |               |                                                                                    |
| Vitórias | Países        | Edições                                                                            |
| 14       | Reino Unido   | 1989, 1993, 1995, 2006, 2007, 2009, 2011, 2012, 2013, 2016, 2018, 2019, 2020, 2025 |
| 6        | Brasil        | 1986, 1987, 1988, 1991, 1992, 2002                                                 |
| 6        | Alemanha      | 1994, 1998, 2001, 2004, 2015, 2017                                                 |
| 4        | Finlândia     | 1999, 2000, 2005, 2008                                                             |
| 3        | Austrália     | 2010, 2014, 2024                                                                   |
| 2        | Canadá        | 1996, 1997                                                                         |
| 2        | Países Baixos | 2022, 2023                                                                         |
| 1        | Bélgica       | 1990                                                                               |
| 1        | Espanha       | 2003                                                                               |
| 1        | França        | 2021                                                                               |

↑1  (Última atualização: GP da Hungria de 2025)

## Recordes em Hungaroring
|                       | Piloto             | Chassi/Motor | Tempo        | Extensão  | Ano  |
| --------------------- | ------------------ | ------------ | ------------ | --------- | ---- |
| Pole Position         | Rubens Barrichello | Ferrari V10  | 1min 13s 333 | 3.975 km2 | 2002 |
| Melhor Volta na Prova | Michael Schumacher | Ferrari V10  | 1min 16s 207 | 3.975 km2 | 2002 |

↑2  Traçado antigo